# Cruz del Sur
Cruz del Sur — газопровід, споруджений між Аргентиною та Уругваєм.
В кінці 1990-х років у Аргентині оптимістично оцінювали можливість широкомасштабного експорту блакитного палива, для чого було споруджено цілий ряд газопроводів до сусідніх країн — Чилі (5 ліній), Бразилії (Aldea Brazilera – Uruguaiana) та Уругваю. В останньому випадку проект становив собою переважно офшорний трубопровід по дну естуарію Ріо-де-ла-Плата.
Спорудження трубопроводу Cruz del Sur розпочалось у 2000-му, а введення в дію припало на наступний рік. Довжина газопроводу, виконаного із труб діаметром 750 мм, складала 21 км по аргентинській території від Lara в провінції Буенос-Айрес, 51 км підводної ділянки та 142 км по території Уругваю до Монтевідео. Крім того, для з'єднання з аргентинською газотранспортною системою проклали перемичку 39 км між Buchanan та Lara, так що загальна довжина системи перевищує 250 км.
Проект вартістю 170 млн доларів США спільно реалізували британська BG (40 %), аргентинська PAE (30 %), уругвайська державна компанія ANCAP (20 %) та німецька Wintershall (10 %). Його початкова потужність складала біля 2 млрд.м3 на рік, з планами збільшення до 5,5 млрд.м3 та спорудження продовження до бразильського Porto Alegre. Втім, аргентинська газова криза 2004 року практично припинила експортні поставки за межі країни та зробила неактуальним розширення системи Cruz del Sur.
Уругвай у пошуках інших джерел постачання блакитного палива вирішив обрати спорудження плавучого регазифікаційного терміналу del Plata. Він повинен бути з'єднаний трубопроводом довжиною з 130 км з Cruz del Sur, після чого в останньому організують реверсний рух. Проект терміналу посувався з певними затримками, проте станом на 2016 рік на верфі Daewoo Shipbuilding & Marine Engineering по замовленню компанії Mitsui вже споруджується відповідна плавуча установка.